# 埃克芒维尔
埃克芒维尔（法語：Hecmanville，法語發音：[ɛkmɑ̃vil]）是法国厄尔省的一个市镇，属于贝尔奈区。

## 地理
埃克芒维尔（49°10'26"N, 0°39'36"E）面积2.99 平方千米，位于法国诺曼底大区厄尔省，该省份为法国北部内陆省份，北起滨海塞纳省，西接奧恩省和卡爾瓦多斯省，南至厄尔-卢瓦省，东临瓦兹省、瓦兹河谷省和伊夫林省。
与埃克芒维尔接壤的市镇（或旧市镇、城区）包括：贝尔图维尔、布瓦内、布里奥讷、弗朗克维尔。

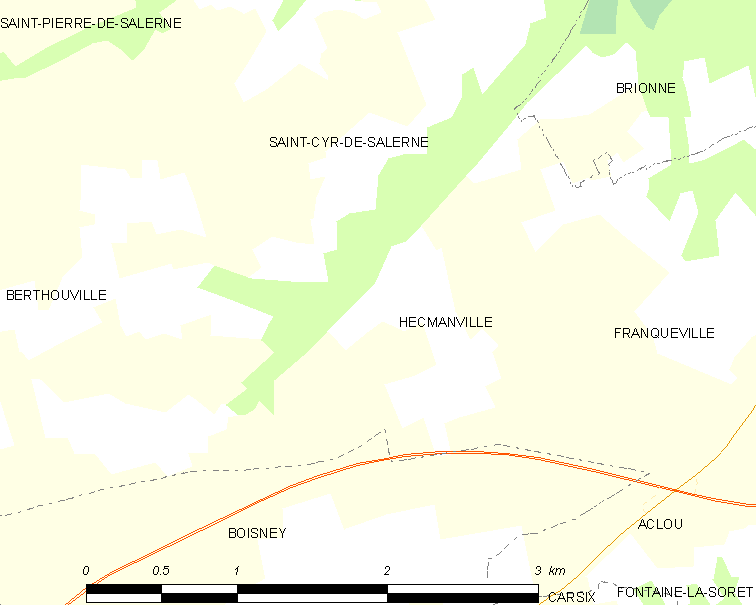
埃克芒维尔的OSM定位图

埃克芒维尔的时区为UTC+01:00、UTC+02:00（夏令时）。

## 行政
埃克芒维尔的邮政编码为27800，INSEE市镇编码为27325。

## 政治
埃克芒维尔所属的省级选区为布里奥讷县。

## 人口

1962-2008年间埃克芒维尔人口变化图示

埃克芒维尔于2022年1月1日时的人口数量为197人。